# مانويلا غريلو
مانويلا غريلو (بالإيطالية: Manuela Grillo)‏ هي عداءة سريعة إيطالية، ولدت في 9 مايو 1977 في بافيا في إيطاليا.

## وصلات خارجية
- مانويلا غريلو على موقع الاتحاد الدولي لألعاب القوى (الإنجليزية)
- مانويلا غريلو على موقع الاتحاد الإيطالي لألعاب القوى (الإيطالية)
- مانويلا غريلو على موقع أوليمبيديا (الإنجليزية)